# Candidula castriota
Candidula castriota е вид охлюв от семейство Hygromiidae. Видът е почти застрашен от изчезване.

## Разпространение
Разпространен е в Албания.

## Описание
Популацията на вида е стабилна.